# Cirrothauma murrayi
Cirrothauma murrayi är en bläckfiskart som beskrevs av Chun 1911. Cirrothauma murrayi ingår i släktet Cirrothauma och familjen Cirroteuthidae. Inga underarter finns listade i Catalogue of Life.

## Bildgalleri

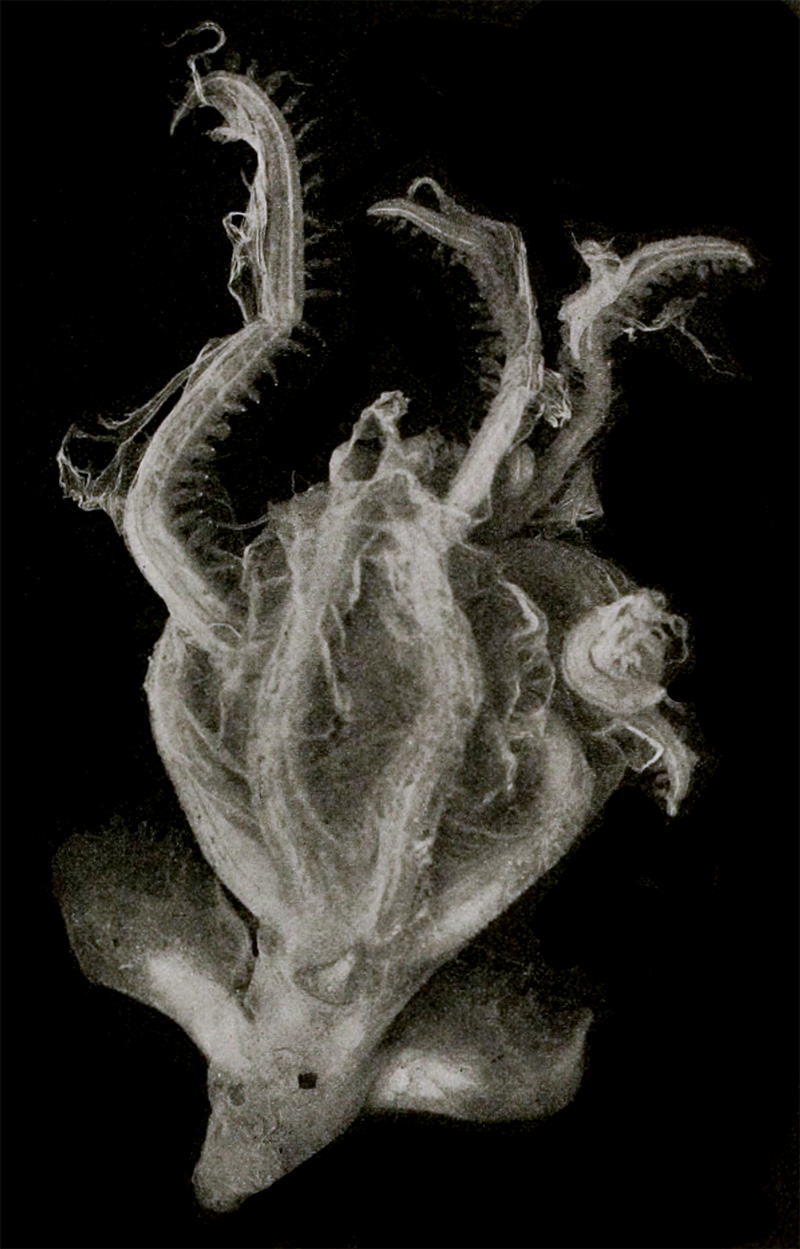
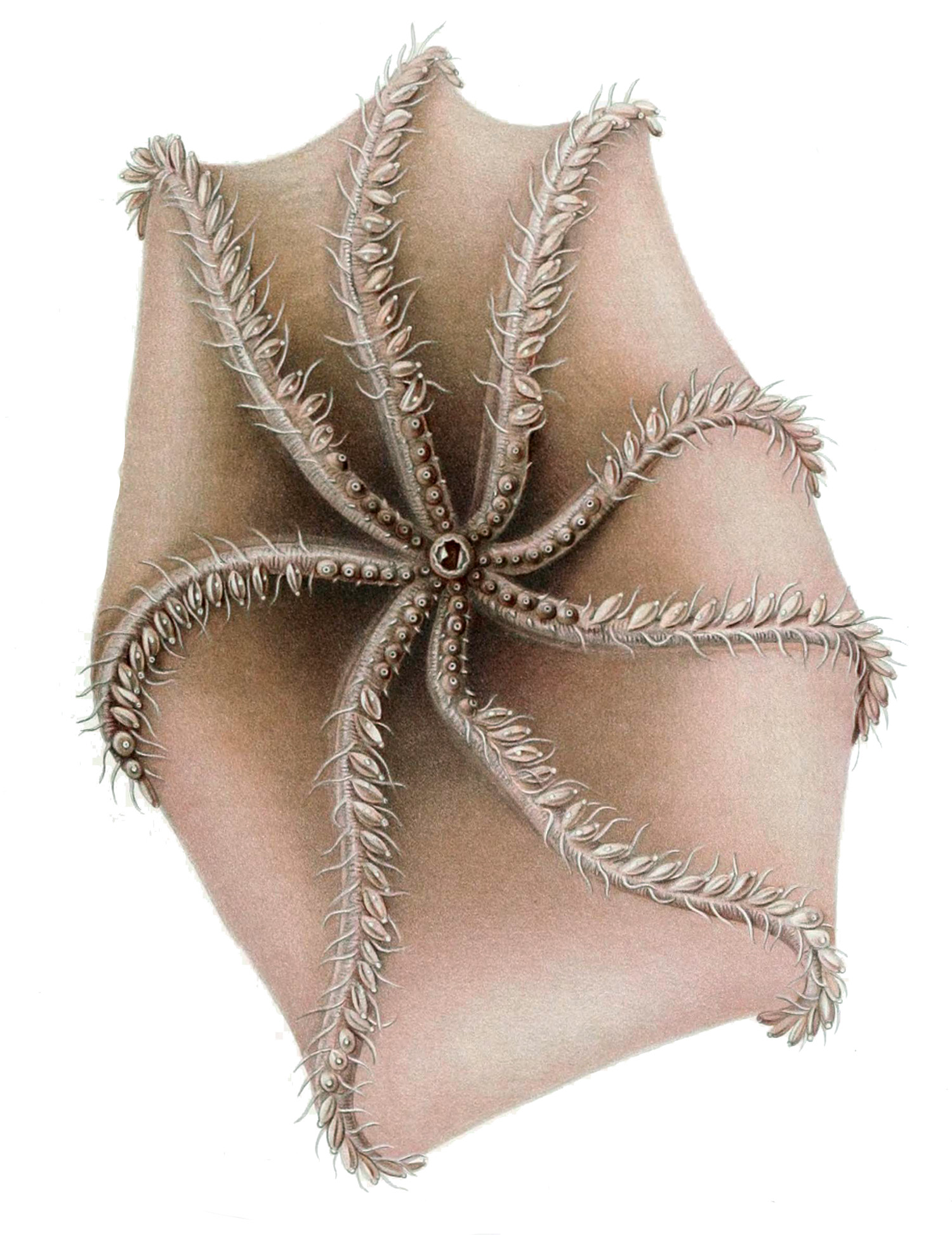
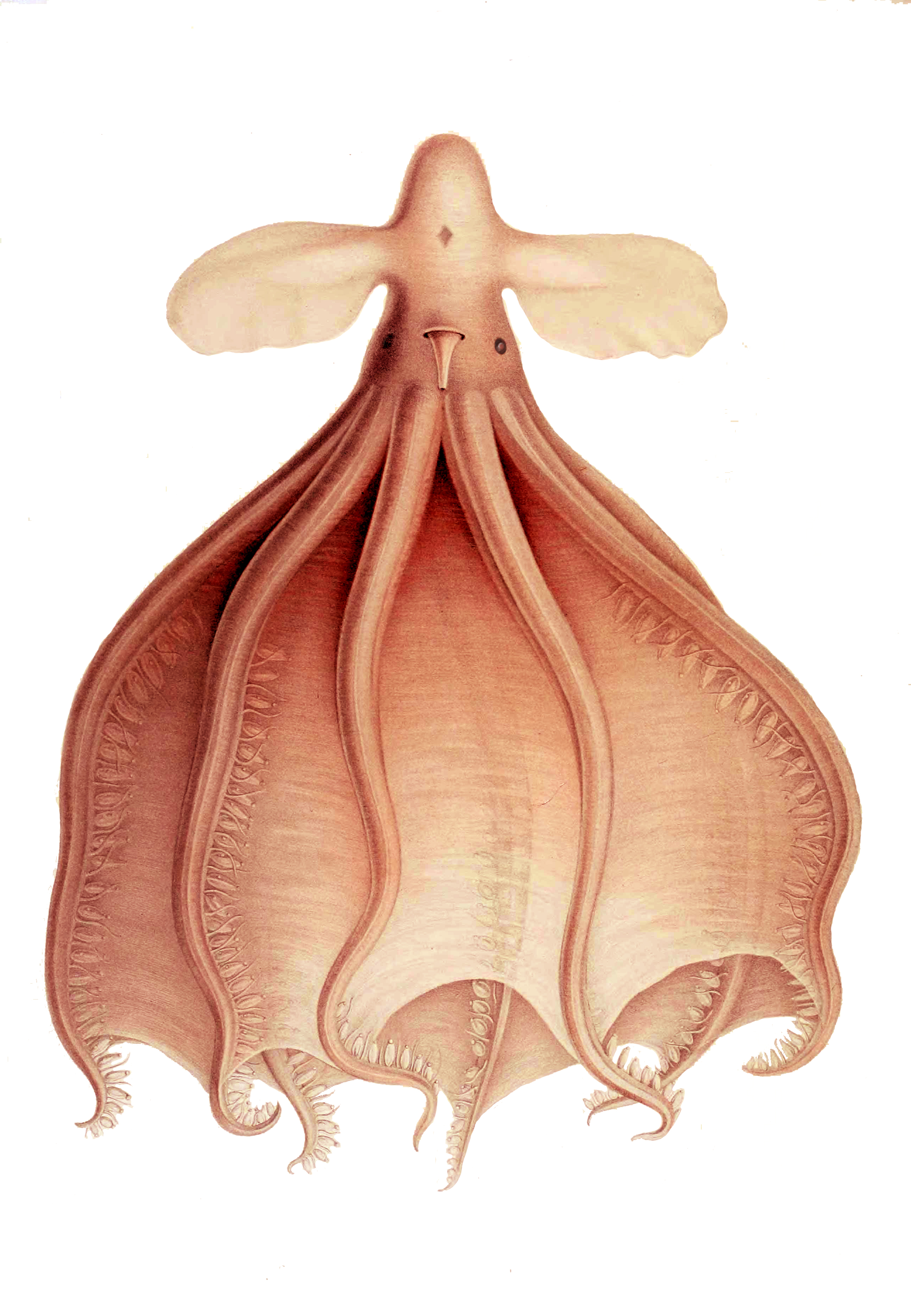